# Talė Stankevičienė
Talė Stankevičienė  war eine litauische kommunistische Politikerin, Bürgermeisterin von Jonava, Partei-Funktionärin von KPdSU und LKP in Sowjetlitauen.

## Leben
Von 1973 bis 1977 leitete Talė Stankevičienė vier Jahre das litauische Rajon Jonava bei Kaunas. Damals war sie erste Sekretärin des Komitees der LKP. Nach einem Verkehrsunfall wurde sie  des Amtes enthoben. Ihr Nachfolger wurde Edvardas Prichodskis, vom Beruf Lehrer.
Talė Stankevičienė war Kommunistin und Mitglied der Kommunistischen Partei Litauens (LKP).

## Familie
Talė Stankevičienė war mit Stankevičius verheiratet. 